# الکسیس زاراته
الکسیس زاراته (انگلیسی: Alexis Zárate؛ زادهٔ ۸ مهٔ ۱۹۹۴) بازیکن فوتبال اهل آرژانتین است.
از باشگاه‌هایی که در آن بازی کرده‌است می‌توان به باشگاه اتلتیکو ایندپندینته اشاره کرد.
وی همچنین در تیم ملی فوتبال Argentina U17 بازی کرده‌است.